# 大尖囊兰
大尖囊兰（学名：Kingidium deliciosum）为蘭科尖囊兰属下的一个种。

## 扩展阅读
維基物種上的相關：大尖囊兰